# Макгрегор, Джон Геддес
Джон Геддес Макгрегор (англ. John Geddes MacGregor; 13 ноября 1909, Глазго, Шотландия—9 октября 1998, Лос-Анджелес, США) — шотландско-американский писатель и философ религии, христианский богослов, заслуженный профессор философии Южно-Калифорнийского университета, почётный доктор искусств Сорбонны, почётный доктор богословия Оксфордского университета. Член Королевского литературного общества, член Американской философской ассоциации, член почётного общества «Фи Каппа Фи», член Королевского общества Содружества, член Королевского зоологического общества Шотландии. Автор 25 книг, а также большого количества статей и рецензий. Англиканский священник.
Макгрегор много писал о реинкарнации в раннем христианстве. Большую известность получила его книга «Реинкарнация в христианстве: новое видение перерождения в христианской мысли». Макгрегора называли «одним из наиболее выдающихся христианских теологов, принявших теорию реинкарнации».

## Биография
Джон Геддес Макгрегор родился 13 ноября 1909 года в Глазго, в семье Томаса Макргегора и Бланш Геддес. В 1939 году окончил Эдинбургский университет, получив учёную степень бакалавра богословия. В 1939—1941 годах исполнял обязанности старшего помощника декана Королевской капеллы Собора святого Джайлса. В 1943 году получил степень бакалавра права в Эдинбургском университете. Во время Второй мировой войны служил в гражданской обороне Великобритании.
В 1945 году защитил докторскую диссертацию в Оксфордском университете, затем преподавал на кафедре философии Эдинбургского университета. В 1947—1949 годах был ассистент-профессором логики и метафизики. В 1949 году переехал вместе с семьёй в США, где был назначен профессором философии и религии в Брин-Мор-колледже. Преподавал средневековую философию и философию религии. В 1951 году получил степень почётного доктора искусств от Сорбонны, а в 1959 году — степень почётного доктора богословия от Королевкого колледжа Оксфордского университета. В 1957 году стал американским гражданином. В 1960 году перешёл в Южно-Калифорнийский университет, где занял должности профессора философии и декана Аспирантской школы религии. В 1966 году получил звание заслуженного профессора философии.
В ноябре 1968 года в Лос-Анджелесе был рукоположен в сан священника Епископальной церкви. В 1968—1972 гг. был каноником Собора Святого Петра в Лос-Анджелесе.

## Личная жизнь
14 августа 1941 года Джон Геддес Макгрегор женился на Элизабет Сазерленд Макаллистер. От этого брака у него было двое детей: дочь Мари Геддес (род. 1944) и сын Мартин Грегор Геддес (род. 1946).
Много путешествовал, в особенности по Европе и Азии. Любил слушать музыку и ходить пешком.